# Внутри девятого номера
«Внутри девятого номера» (англ.  Inside No. 9) —   британский телесериал-антология  чёрных комедий производства BBC, которая впервые вышла в эфир в 2014 году. Авторами проекта являются Рис Шерсмит  и Стив Пембертон, они же чаще всего выступают в главных ролях.. Каждый 30-минутный эпизод представляет собой самостоятельную историю с новыми персонажами и новым сеттингом. Объединяющей является лишь цифра 9, которая появляется в каждом эпизоде. Помимо Шерсмита и Пембертона, в каждом эпизоде есть новый состав, что позволяет  привлечь ряд известных актёров.
Сериал получил в целом благожелательный набор отзывов.  Дэвид Чейтер, автор The Times, отметил, что ему «трудно понять, чем восхищаться больше — богатое и извращенное воображение Стива Пембертона и Риса Ширсмита или необычайный диапазон актёрского таланта, который воплотил в жизнь этот странный и запоминающийся сериал». В декабре 2014 года телекритик Metro Кит Уотсон назвал Inside No. 9 в числе двадцати лучших телевизионных программ  2014 года, а в январе 2015-го обозреватель Daily Star Sunday Гарри Бушелл  указал его как  лучший комедийный сериал  2014 года.
«Внутри девятого номера» выиграл приз Sketch and Comedy на 35-м ежегодном  Международном медиа фестивале в Банфе, а также получил комедийный приз на церемонии Rose d'Or в 2016 году. Он был номинирован на премию «Лучший телевизионный ситком» на Freesat Awards 2014, на премию Broadcast за лучшую оригинальную программу и на British Comedy Awards 2014  как за лучшую новую комедийную программу, так и за лучшую комедийную драму. На сайте Comedy.co.uk Awards он был признан «Лучшей телевизионной комедийной драмой» в 2014, 2015, 2016 и 2017 годах и был назван «Комедией года» в 2017 и 2018 годах..
Премьера девятого и финального сезона состоялась в мае 2024 года.